# Pyrausta icterialis
Pyrausta icterialis là một loài bướm đêm trong họ Crambidae.